# Holger Schatz
Holger Schatz (* 7. September 1968 in Bremen) ist ein deutscher Jurist und politischer Beamter (SPD). Er ist seit 2021 Staatsrat der Hamburger Behörde für Justiz und Verbraucherschutz.

## Leben
Der Enkel des früheren Kieler SPD-Politikers Gustav Schatz (1899–1982) wurde in Bremen geboren und legte dort 1988 auch das Abitur ab. Danach studierte er von 1990 bis 1994 Rechtswissenschaften an der Georg-August-Universität Göttingen, wo er 1994 die Erste Juristische Staatsprüfung ablegte. Es folgte von 1994 bis 1998 eine Promotion und von 1998 bis 2000 die Leistung des Referendariats in Göttingen, Speyer, Braunschweig und Hannover. Er legte im Jahr 2000 die Zweite Juristische Staatsprüfung ab.
Schatz trat im Jahr 2000 in den richterlichen Dienst der Freien und Hansestadt Hamburg ein und war von 2000 bis 2002 Referent bzw. Referatsleiter in der Hamburger Justizbehörde. Anschließend übte er von 2002 bis 2006 eine Richtertätigkeit am Amtsgericht und Landgericht Hamburg aus. Er kehrte 2006 als Leiter der Referatsgruppe für Strafrecht in die Justizbehörde zurück und übernahm dort 2008 die Leitung der Abteilung für Strafrecht, Öffentliches Recht und Rechtsprüfung. In der Justizbehörde leitete Schatz danach von 2013 bis 2014 das Strafvollzugsamt, von 2014 bis 2015 das Amt für Justizvollzug, Recht und Gleichstellung und von 2015 bis 2021 das Amt für Justizvollzug und Recht. In dieser Funktion hatte er zuletzt das Amt eines Senatsdirektors inne.
Am 30. November 2021 wurde er unter Senatorin Anna Gallina (Bündnis 90/Die Grünen) zum Staatsrat der Hamburger Behörde für Justiz und Verbraucherschutz ernannt.
Er ist Mitglied der Sozialdemokratischen Partei Deutschlands (SPD).

## Veröffentlichungen
- Das Beweisantragsrecht in der Hauptverhandlung: Reformgeschichte und Reformproblematik, Eine rechtsdogmatische und rechtspolitische Analyse, Duncker & Humblot, Berlin 1999
- Factory-Outlet-Center im Schnittpunkt zwischen Raumordnung und Städtebaurecht (in: Neues Archiv für Niedersachsen, 2000, S. 55–72)
- Sicherung der privaten Drittmittelförderung (in: Zeitschrift für Rechtspolitik, 2001, 521–526 [mit Diettrich])
- Drittmittelforschung: Überlegungen zur Minimierung des strafrechtlichen Risikos (in: Medizinrecht, 2001, S. 614–623 [mit Diettrich])
- Strafaussetzung zur Bewährung: Auch bei Ersatzfreiheitsstrafen (in: Zeitschrift für Rechtspolitik, 2002, S. 438–442)
- Der Pflichtwidrigkeitszusammenhang beim fahrlässigen Erfolgsdelikt und die Relevanz hypothetischer Kausalverläufe (in: Neue Zeitschrift für Strafrecht, 2003, S. 581–588)
- Konnexität als Merkmal eines Beweisantrages, Besprechungsaufsatz (in: Goltdammer`s Archiv für Strafrecht, 2005, S. 476–483)
- Untersuchungshaftvermeidung für Jugendliche und Heranwachsende, Besprechungsaufsatz (in: Goltdammer`s     Archiv für Strafrecht, 2006, S. 769–772)
- Forensische Ambulanzen in Hamburg – Regelangebote für Haftentlassene im Kontext von Führungsaufsicht und Bewährungshilfe (in: Forum Strafvollzug, 2009, S. 118–121 [mit Thiel])
- Der sogenannte Justizverwaltungsakt, Besprechungsaufsatz (in: NordÖR Februar 2013, 64–67)
- Rezension zu: Franz Streng, Jugendstrafrecht, 3. Auflage 2012 (in: Goltdammer`s Archiv für Strafrecht, 2015, S. 177–181)
- Neues (Straf)Recht aus Brüssel – EU-Richtlinie Verfahrensgarantien (in: BeckNewsletter Recht 26.10.2015)
- Der Beschleunigungsgrundsatz im Jugendstrafrecht (in: Rotsch/Brüning/Schady [Hrsg.], Festschrift für Heribert Ostendorf zum 70. Geburtstag am 7. Dezember 2015, Baden-Baden 2015, S. 797 – 815)
- Die Trennung zwischen Strafvollzug und ambulanter Straffälligenhilfe überwinden – Das Hamburgische Resozialisierungs- und Opferhilfegesetz (in: Forum Strafvollzug 2019, S. 58–61 [mit Sillies])
- Die Suche nach dem Bindeglied im Wiedereingliederungsprozess – Das Hamburgische Resozialisierungs- und Opferhilfegesetz (in: Berger/Kilian/Georgus/Maelicke [Hrsg.], Innovationen in der Sozialen Strafrechtspflege, Wiesbaden 2020)
- BeckOK-Strafvollzugsrecht Hamburg (Online-Kommentar Verlag C.H. Beck) Hrsg. Schatz, 2013 ff., 2023
  - Hamburgisches Strafvollzugsgesetz
  - Hamburgisches Jugendstrafvollzugsgesetz
  - Hamburgisches Untersuchungshaftvollzugsgesetz
  - Hamburgisches Sicherungsverwahrungsvollzugsgesetz
  - Hamburgisches Justizvollzugsdatenschutzgesetz

- Diemer/Schatz/Sonnen, Jugendgerichtsgesetz mit Jugendstrafvollzugsgesetzen, Heidelberger Kommentar, C. F. Müller, 6. Auflage 2011, 7. Auflage 2015, 8. Auflage 2020

- Evolution des Wiedereingliederungsprozesses – Das Hamburgische Resozialisierungs- und Opferhilfegesetz – Ein Beitrag zum 80. Geburtstag von Bernd-Rüdeger Sonnen, NK 2020, S. 403–414
- Die Verfassung der Freien und Hansestadt Hamburg, Kommentar, Mitautor (Hrsg. Knops/Jänicke), 2023